# 南北镇
南北镇，是中华人民共和国湖南省常德市石门县下辖的一个乡镇级行政单位。

## 行政区划
南北镇下辖以下地区：
南镇社区、黑头岩社区、潘坪村、宋垭村、薛家村、安家村、清官渡村、白竹垭村、雅吉村、后南岔村、操军坝村、大城村、金河村、红耀湾村、白竹山村、三台村和茶场村。